# 杜恩公學
杜恩公學（英語：The Doon School，非官方簡稱為），是一間位於印度北阿坎德邦台拉登的男子獨立寄宿學校，在1935年由加爾各答律師薩提許·蘭詹·達斯創立。公學模仿英國的公學而創立，卻十分重視印度民族的精神。
公學首任校長是曾經在伊頓公學擔任9年理科學長的亞瑟·富特，但他在印度獨立後回到英國。該校還是G20學校和圓方聯盟成員。公學每年平均大概有500名13-18歲的學生。

## 知名校友
- 拉吉夫·甘地 - 前印度總理
- 桑賈伊·甘地 - 甘地家族的政治人物
- 柯柏德·甘迪 - 印度共產黨（毛主義）領導人
- 維傑·普拉薩德 - 知名學者、評論人
- 白康迪 - 國際關係學者、前校長
- 杜贊奇 - 知名中國史研究者
- 維克拉姆·塞斯 - 印度LGBT作家